# Domien Jacob
Domien François Jacob (Sint-Niklaas, Flandes Oriental, 8 de juny de 1897 - Sint-Niklaas, 5 de novembre de 1984) va ser un gimnasta artístic belga que va competir a començaments del segle xx.
El 1920 va prendre part en els Jocs Olímpics d'Anvers, on guanyà la medalla de plata en el concurs complet per equips del programa de gimnàstica.